# موزه هنر مدرن
موزهٔ هنر مدرن یا نوگرا (به انگلیسی: Museum of Modern Art)، یکی از مهم‌ترین موزه‌های هنرهای مدرن جهان است که در بخش منهتن، شهر نیویورک در ایالات متحده آمریکا قرار گرفته‌است.
موزهٔ هنر مدرن نیویورک رسماً در تاریخ ۷ نوامبر ۱۹۲۹ میلادی توسط اَبی الدریچ راکفلر، همسر جان د. راکفلر جونیور و دو تن از دوستان مجموعه‌دارش به نام‌های لیلی پ. بلیس و مری کویین سولیوان پایه‌گذاری گذاشته‌شد.
از موزهٔ هنر مدرن نیویورک به عنوان تأثیرگذارترین، موزهٔ مرتبط با هنرهای مدرن در جهان یاد می‌شود. کلکسیون موزهٔ هنر نیویورک دارای آثار هنری بی‌همتا و کم‌نظیر از هنرهای مدرن و معاصر است. از آن‌جمله می‌توان از آثاری مرتبط با هنر معماری و طراحی، نقاشی، مجسمه‌سازی، عکاسی، چاپ سیلک، کتاب‌های مصور، فیلم و رسانه‌های الکترونیکی نام برد.

## برخی آثار شاخص

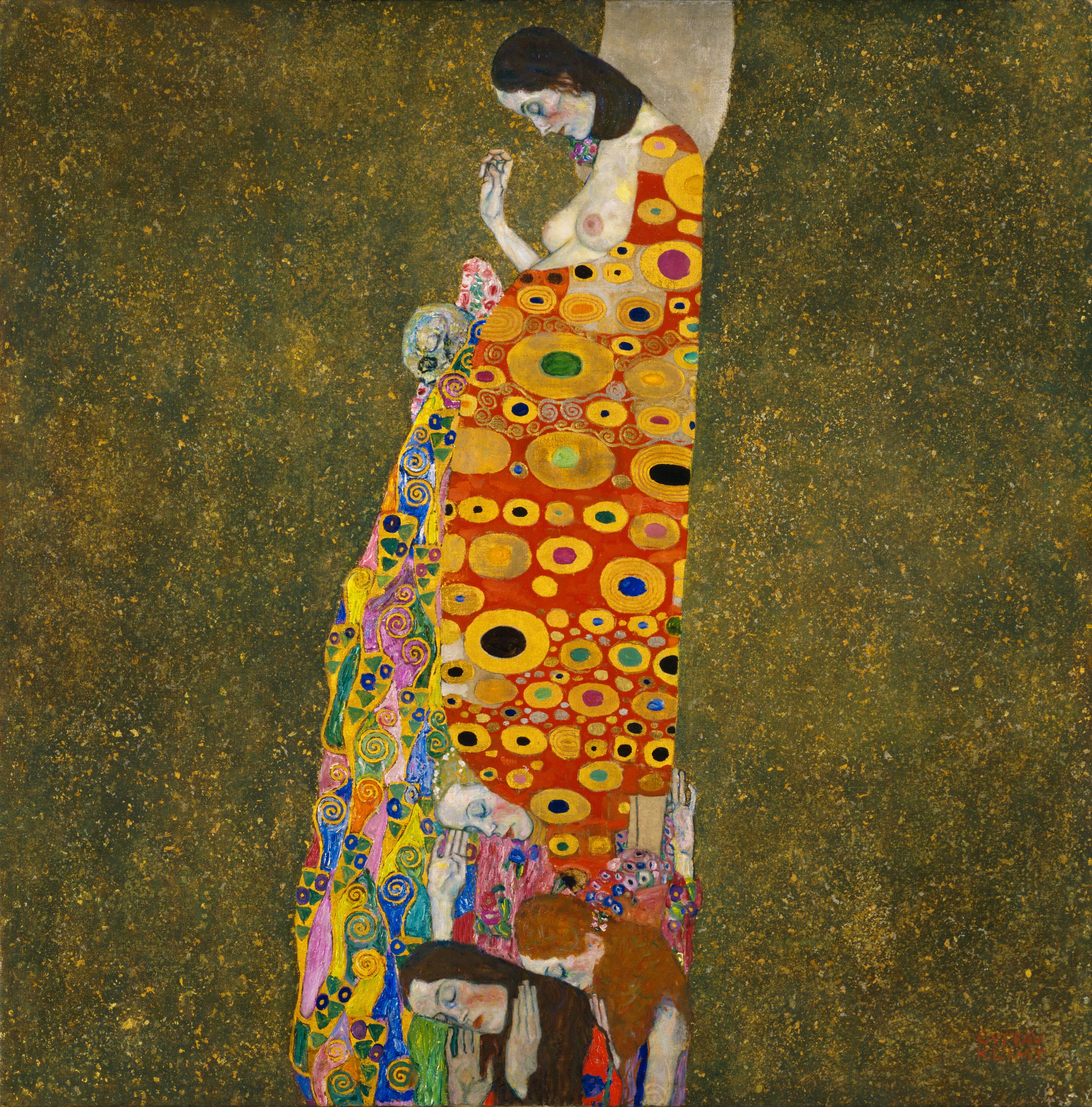
امید ۲ ۱۹۰۷ - ۱۹۰۸ م. اثر گوستاو کلیمت
دوشیزگان آوینیون پابلو پیکاسو
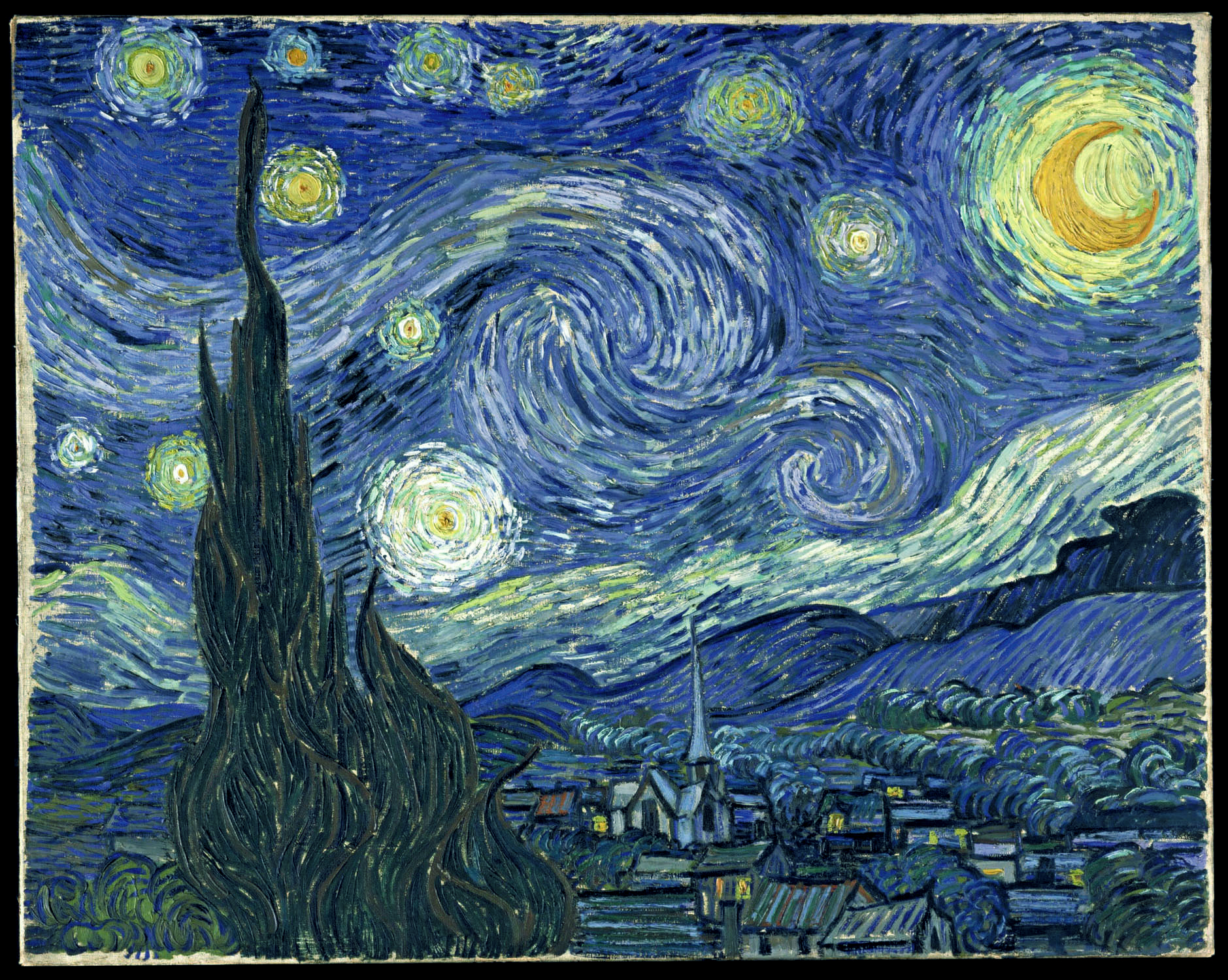
شب پرستاره ونسان ونگوگ
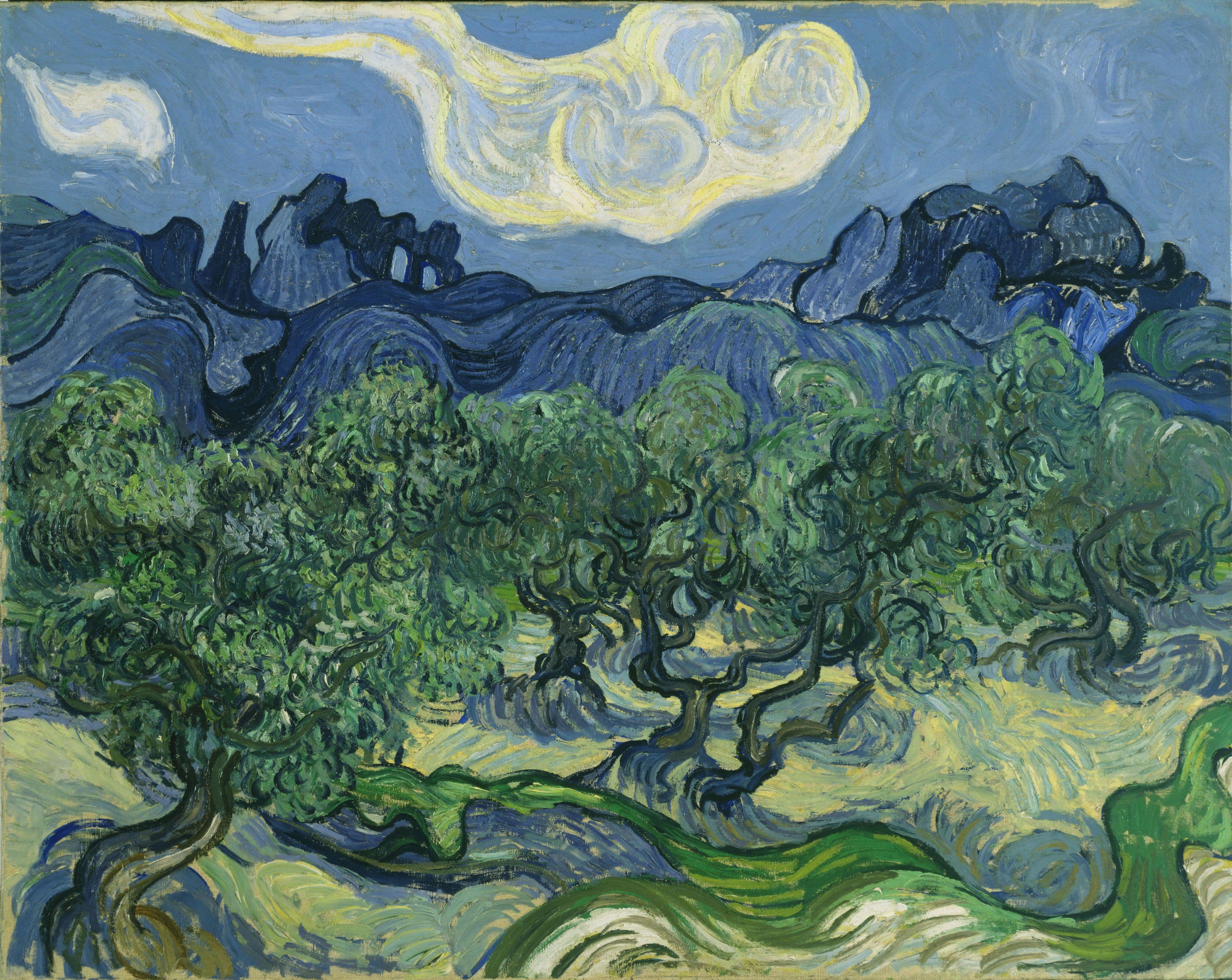
درختان زیتون ونسان ونگوگ
تداوم حافظه سالوادور دالی
قوطی‌های سوپ کمپبلاندی وارهول
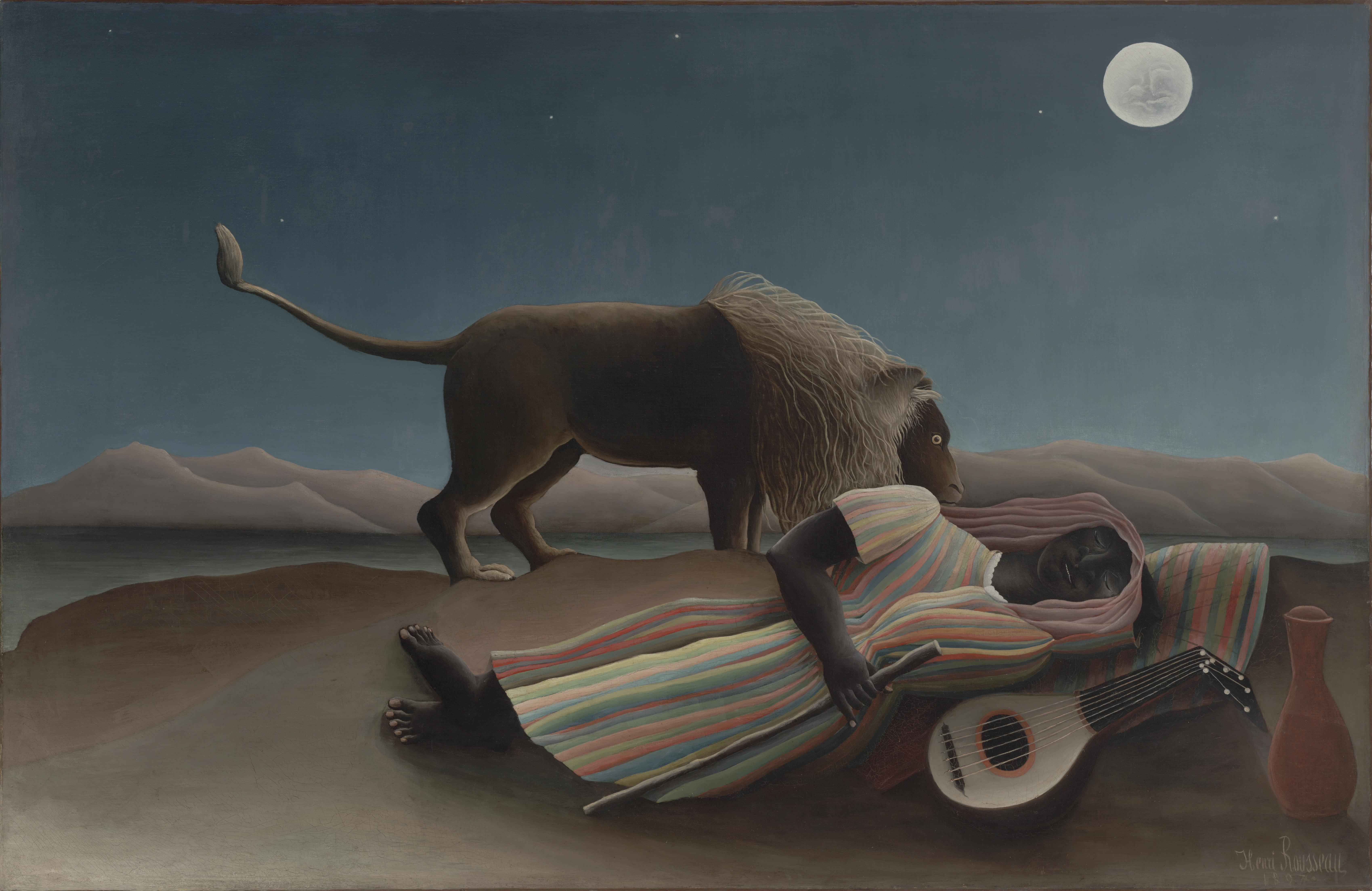
کولی خُفته رنگ‌روغن روی بوم، ۱۸۹۷ م. اثر آنری روسو
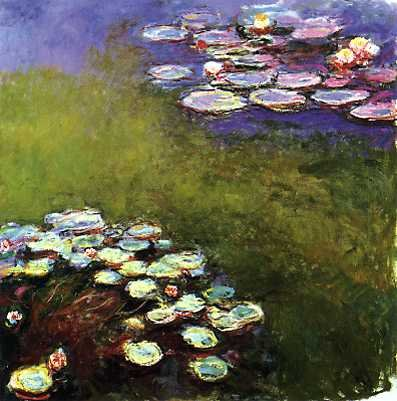
نیلوفرهای آبی کلود مونه
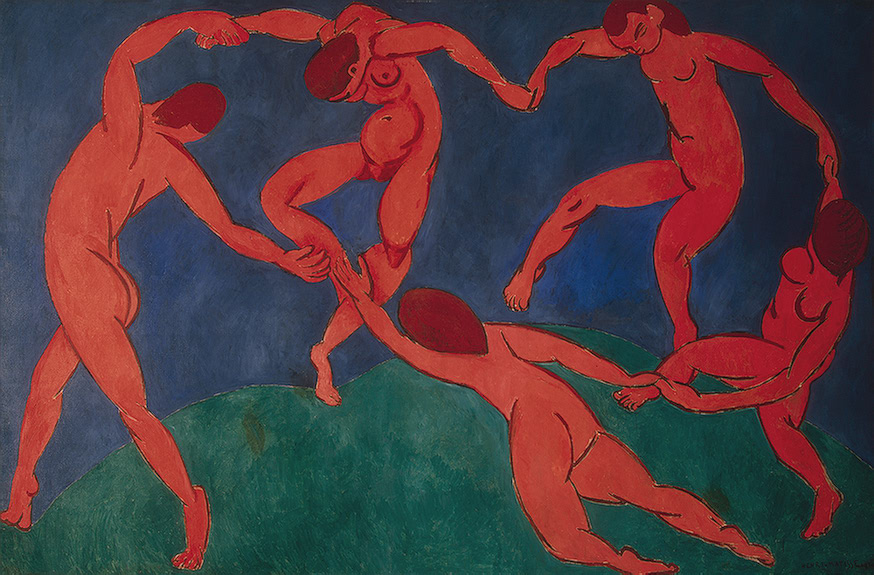
رقص هانری ماتیس
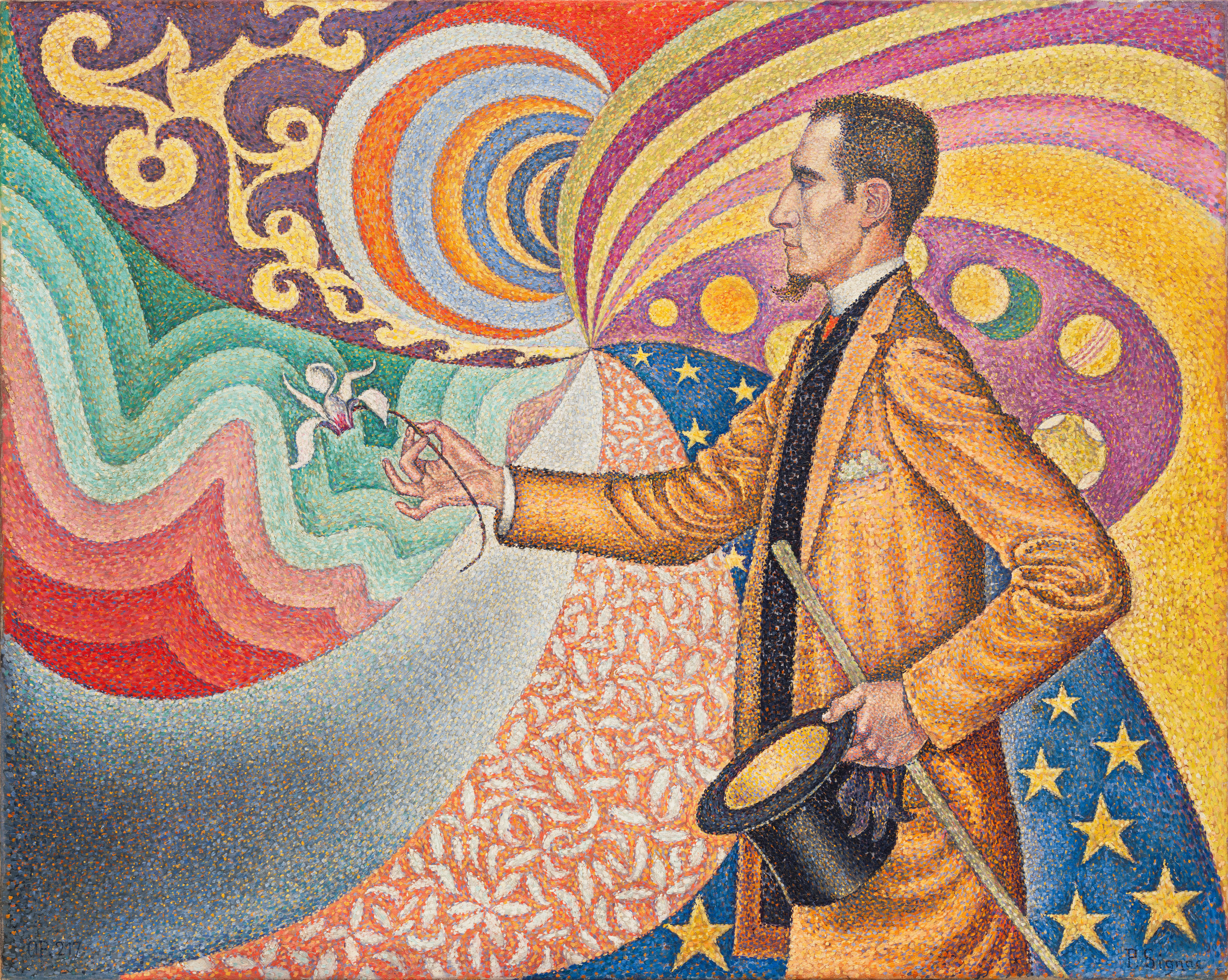
پرترهٔ فیلیکس فنئون رنگ‌روغن روی بوم، ۱۸۹۰ م.. اثر پل سینیاک
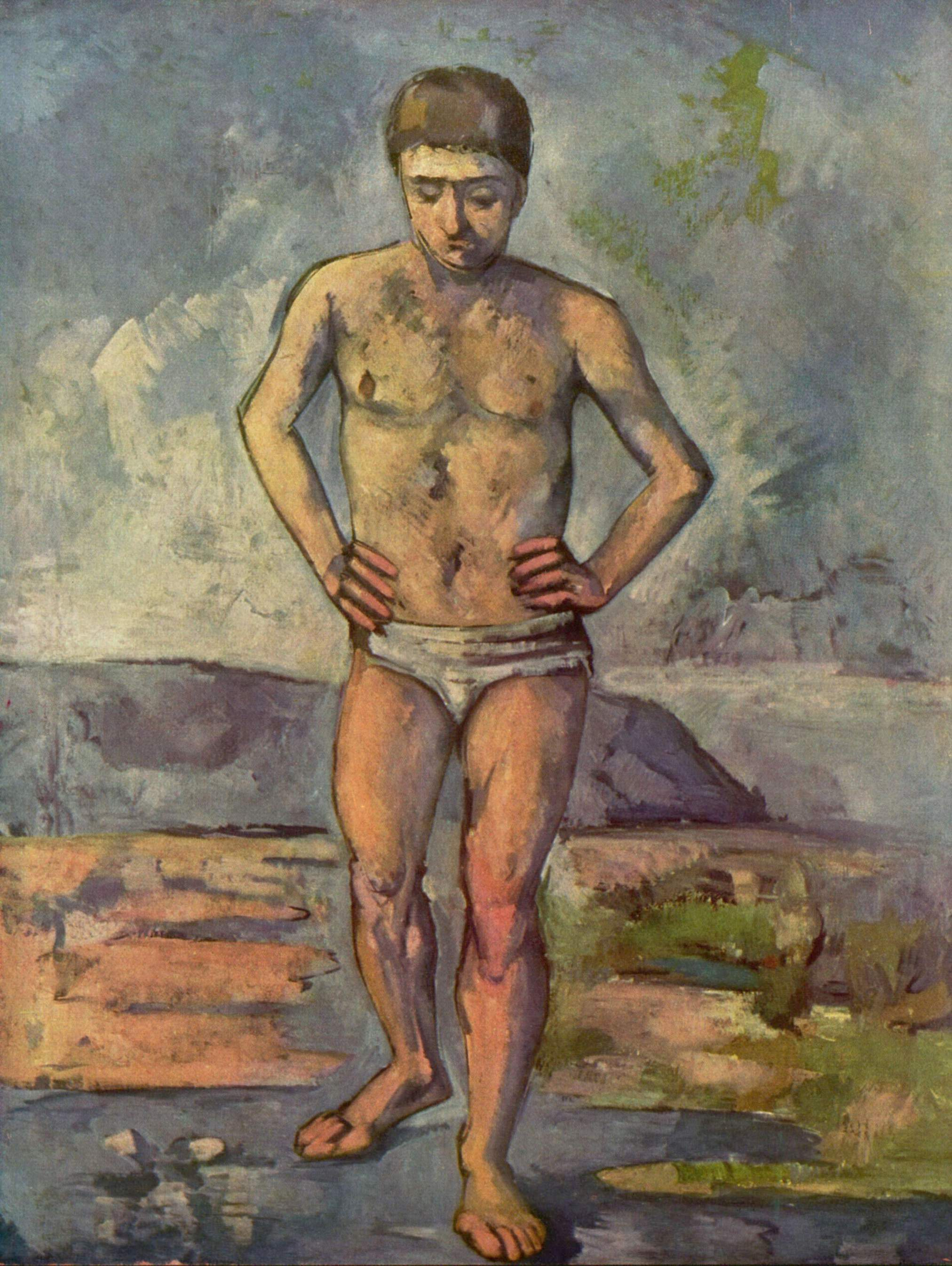
حمامی پُل سِزان
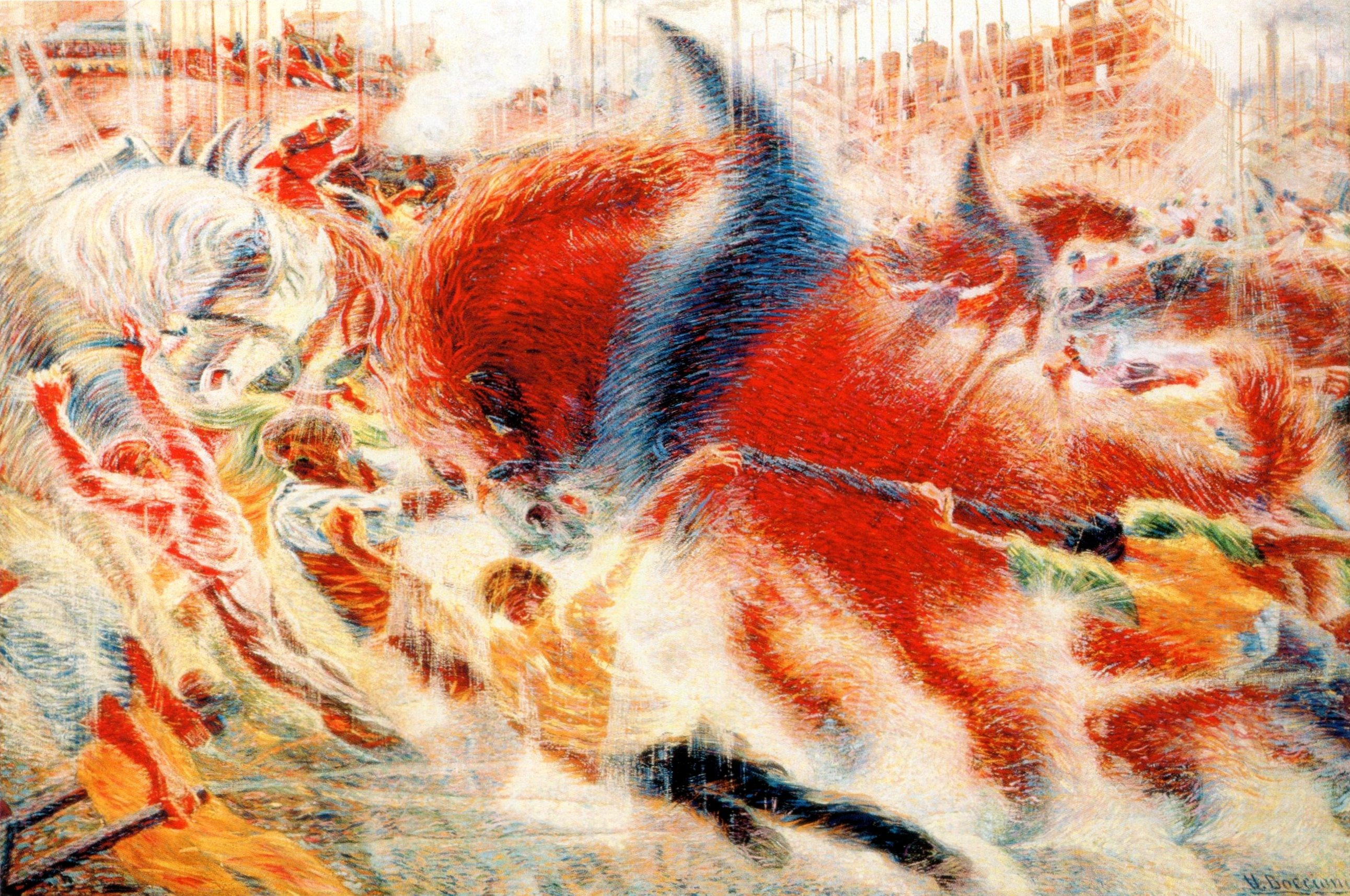
قیام شهر اومبرتو بوچونی
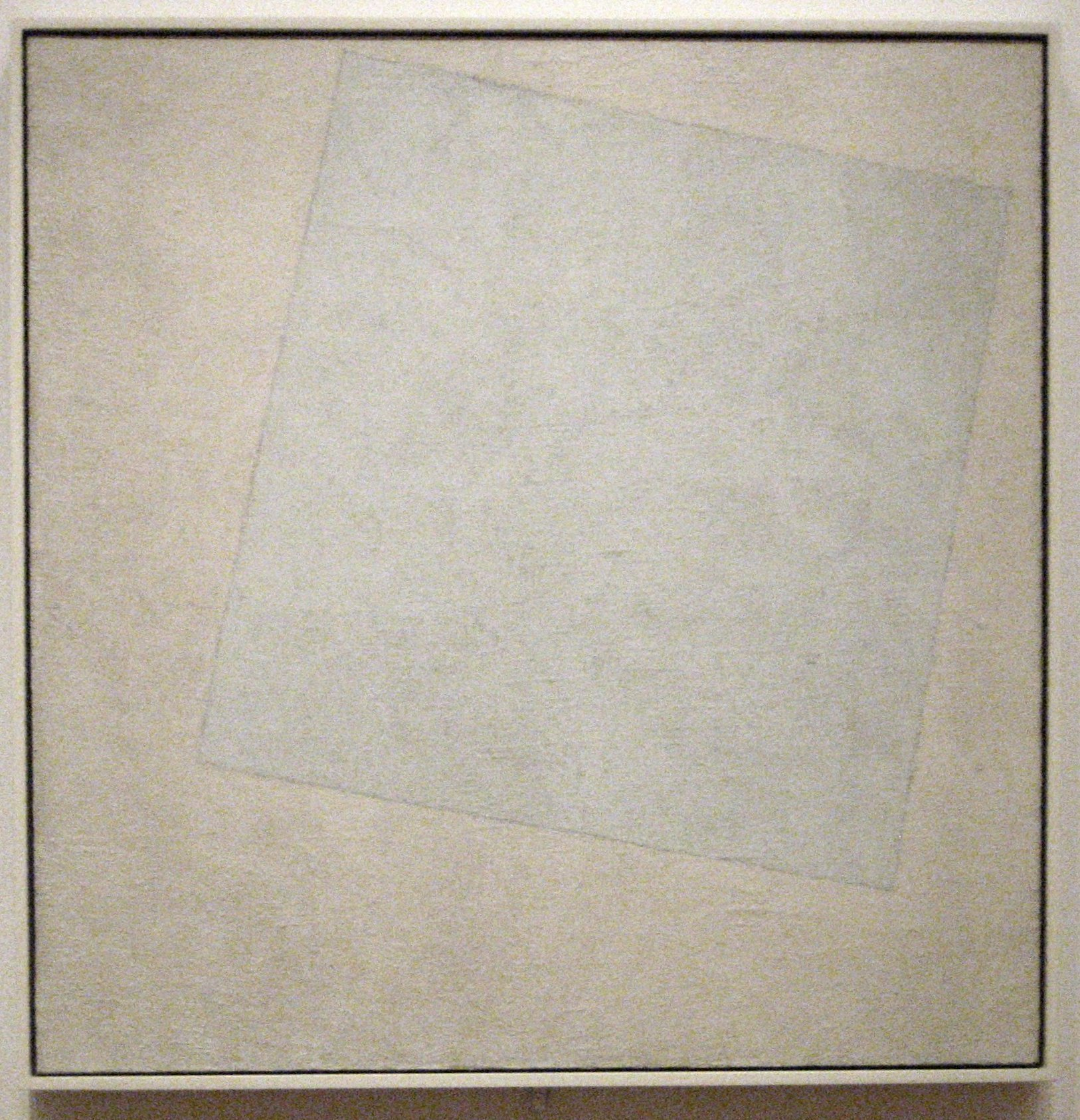
سفید در سفید، ۱۹۱۸ م. کازیمیر ماله‌ویچ
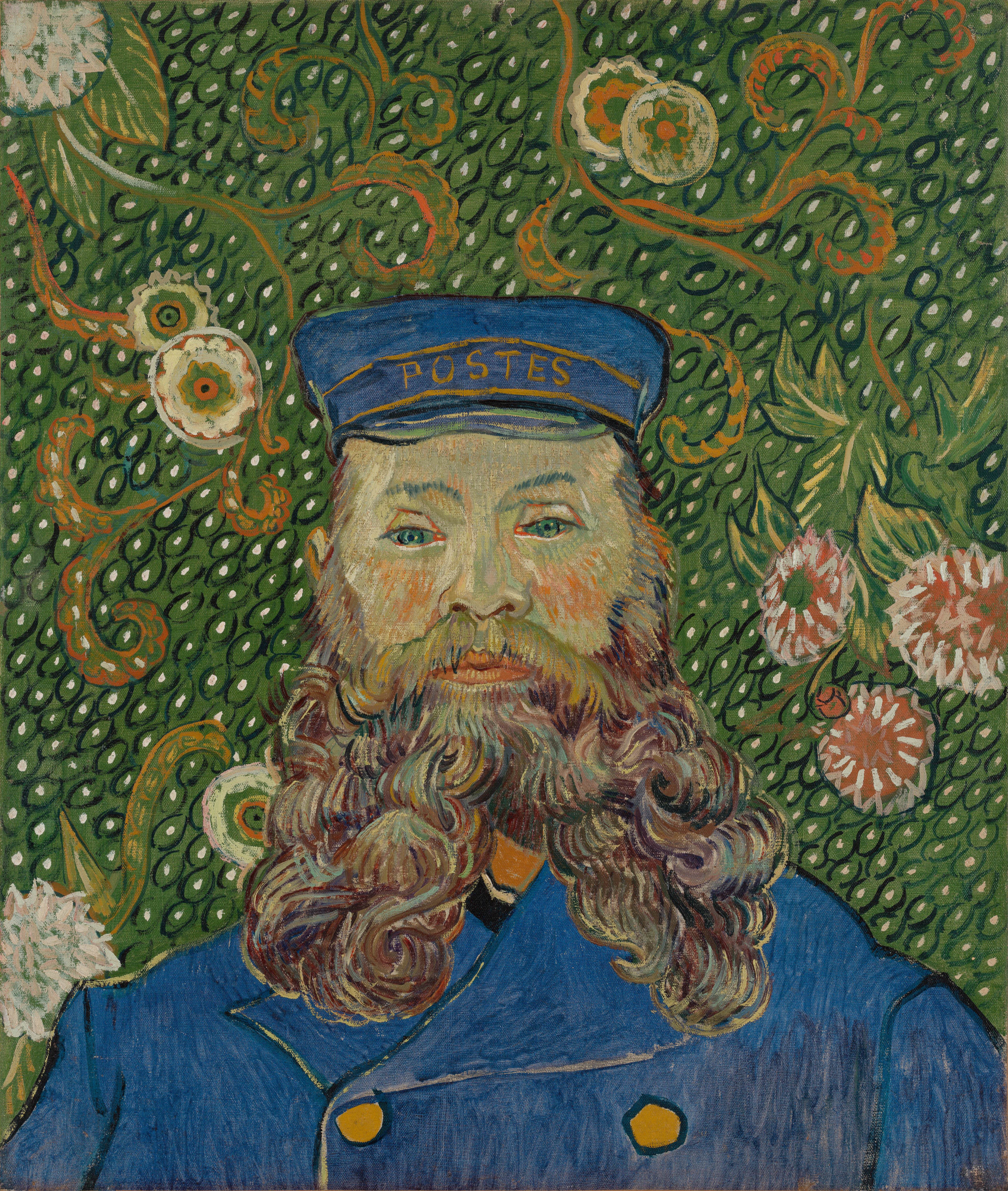
پُرترهٔ ژوزف رولین رنگ‌روغن روی بوم، ۱۸۸۹ م. اثر وَنسان وَن گوگ
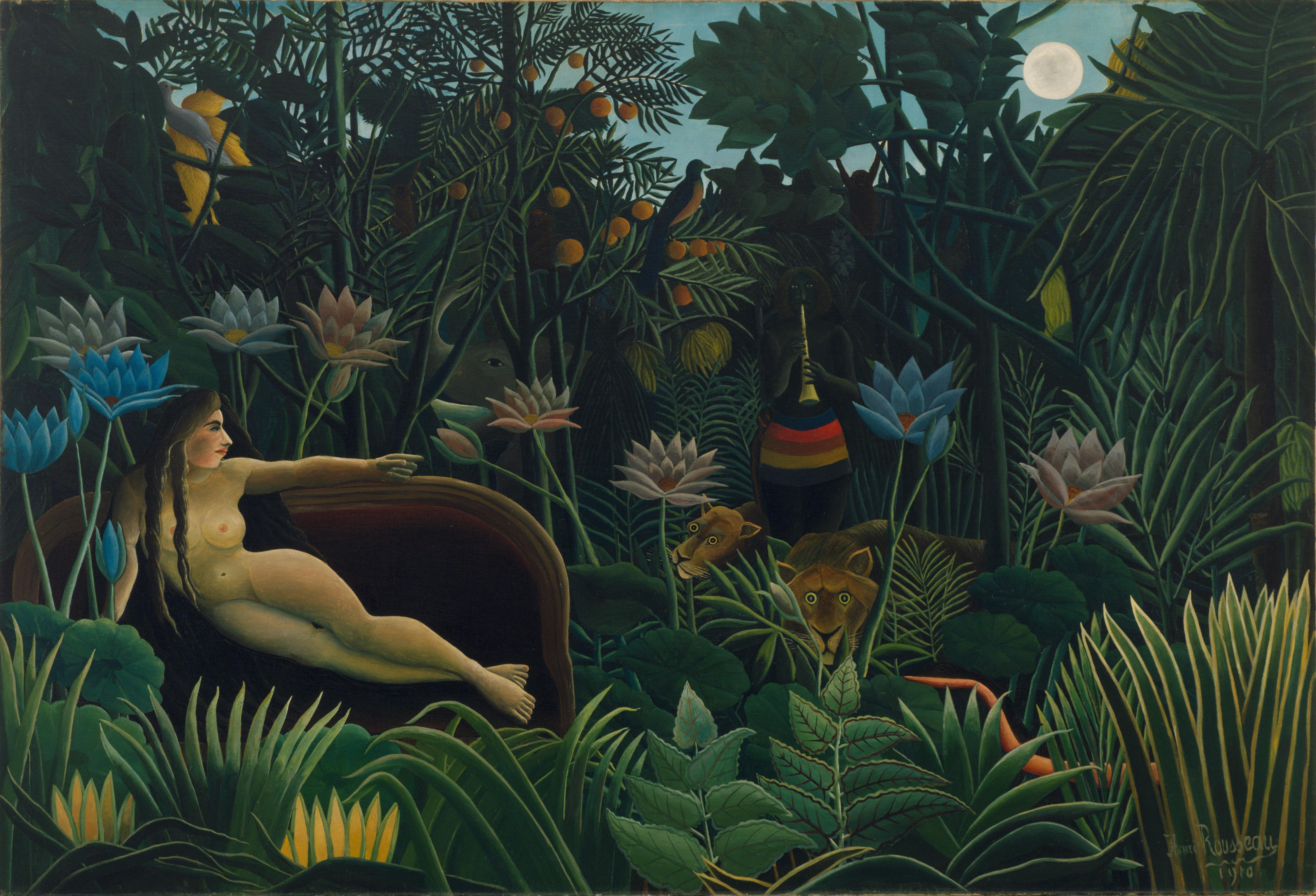
رؤیا رنگ‌روغن روی بوم، ۱۹۱۰ م. اثر آنری روسو
دنیای کریستینا
چسب‌رنگ روی پنل گسو، ۱۹۴۸ م.
اثر اندرو وایِث